# Astragalus brauntonii
Astragalus brauntonii är en ärtväxtart som beskrevs av Samuel Bonsall Parish. Astragalus brauntonii ingår i släktet vedlar, och familjen ärtväxter. Inga underarter finns listade i Catalogue of Life.